# گری مجرد
گری مجرد یک مجموعهٔ تلویزیونی کمدی موقعیت محصول کشور آمریکا است که توسط اد ییگر ساخته شد. این مجموعهٔ تلویزیونی از ۲۴ سپتامبر ۲۰۰۸ تا ۱۷ مارس ۲۰۱۰ در ۳۷ قسمت ۲۲ دقیقه‌ای از شبکهسی بی اس پخش شد. داستان این مجموعه تلویزیونی بر روی زندگی زن و شوهری که تازه از هم جدا شده‌اند با بازی جی مور و پائولا مارشال، تمرکز دارد که با شروع روابط جدیدشان مراقبت از فرزندانشان را بین خود تقسیم کرده‌اند. این مجموعهٔ تلویزیونی پیش از پخش و در هنگام فیلمبرداری با نام پروژه گری شناخته می‌شد. در ۱۸ مه ۲۰۱۰ شبکه سی بی اس اعلام کرد که ادامه ساخت این مجموعه را متوقف کرده‌است.

## خلاصه داستان
داستان این مجموعهٔ تلویزیونی حول محور زندگی گری بروکس با بازی جی مور تمرکز دارد و ار زمانی شروع می‌شود که ۳ ماه از جدایی رسمی او و همسر سابقش آلیسون بروکس با بازی پائولا مارشال گذشته‌است. شغل گری پیمانکاری نقاشی است و پس از جدایی خانه‌ای مستقل برای خود خریده‌است. در حال حاضر زندگی او تغییر پیدا کرده به اینکه از ازدواجش فاصله بگیرد و به دوستی با افراد بپردازد، در حالی که مجبور است به طور مداوم با همسر سابقش سر و کار داشته باشد به خاطر اینکه آن‌ها دو فرزند دارند. به همین خاطر او به سختی خود را به زندگی بدون آلیسون وقف داده‌است. مشکلات موجود نیز هیچ کمکی به رابطه خصومت‌آمیز بین آن‌ها نمی‌کند. با وجود رابطه تند و زننده و طعنه‌های مداومی که به هم می‌زنند، گری و آلیسون بیشتر مشاجره‌ها را با مهربانی به پایان می‌رسانند که به نظر می‌رسد نقطه نرم و لطیفی برای همدیگر در پشت و ماورای این مشاجره‌ها دارند. فرزندان نوجوانشان در حال رفت‌وآمد بین خانه‌های آن‌ها می‌باشند به طوری که با هر کدام از والدین زمانی را بگذرانند. فرزندانشان شاملتامپسری ۱۴ ساله و عجول وبی پروا که با دختری دوست است) طبق نصیحت پدرش) و نوشیدن آبجو را تجربه کرده‌است ; ولووییسدختر ۱۲ ساله باهوش‌شان که ویولون سل می‌نوازد، عکس‌های گاندی،الگور و چه‌گوارا را به دیوار اتاق خودش زده‌است و شبکه سی‌اس‌پن را نگاه می‌کند. آلیسون عقیده دارد که گری در وظایف والدین بودن خود غیرمسئول است در حالی که گری عقیده دارد که آلیسون در وظایف والدین بودن خود خسته کننده و ملال‌آور است (این موضوع هنگامی که فرزندانشان را از خانه هم دیگر می‌گیرند نشان داده می‌شود).